# Quế Ngọc Mạnh
Quế Ngọc Mạnh (sinh ngày 28 tháng 3 năm 1990) là một cầu thủ bóng đá chuyên nghiệp người Việt Nam hiện đang thi đấu ở vị trí tiền vệ cho câu lạc bộ Công An Nhân Dân tại giải bóng đá vô địch quốc gia V-League 1.
Ngọc Mạnh là anh trai ruột của tuyển thủ quốc gia Quế Ngọc Hải hiện đang thi đấu cho câu lạc bộ bóng đá Sông Lam Nghệ An tại giải vô địch quốc gia V. League 1.